# 法拉齊胡區

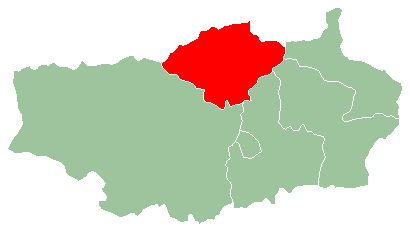

法拉齊胡區，是馬達加斯加的行政區，位於該國中部，由瓦卡南卡拉特拉負責管轄，首府設於法拉齊胡，面積2,034平方公里，2011年人口183,158人，人口密度每平方公里90人。